# Gaya Verneuil
Gaya Verneuil, née Gayané Malakian en 1989, est une actrice française.
Fille d'Henri Verneuil, elle est connue pour son rôle de Chrystelle Da Silva dans la série télévisée Candice Renoir.

## Biographie
En 2009, elle fait ses premiers pas de comédienne dans la série Drôle de famille ! de Stéphane Clavier.

## Filmographie
- 2012 : Drôle de famille ! de Stéphane Clavier
- 2013-2017 et 2021[1] : Candice Renoir : Lieutenant Chrystelle Da Silva
- 2022 : Tropiques criminels (saison 3, épisode 1) : Cathy
- 2023 : Léo Matteï, Brigade des mineurs (saison 10, épisodes 3 et 4) : Armelle Leroux